# Děkanát Frýdek

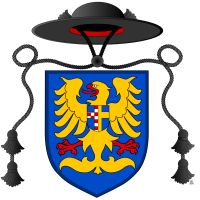
Znak děkanátu Frýdek

Děkanát Frýdek je územní část ostravsko-opavské diecéze s centrem ve Frýdku. Tvoří jej 19 římskokatolických farností.

## Seznam farností
| Farnost                  | Správce                             | Další duchovní ve farnosti                                                              | Farní kostel                       |
| ------------------------ | ----------------------------------- | --------------------------------------------------------------------------------------- | ---------------------------------- |
| Bruzovice                | administrátor excurrendo, Sedliště  |                                                                                         | sv. Stanislava                     |
| Dobrá                    | P. ThLic. Marek Kozák, Th.D.        | Ing. Mgr. Antonín Gryžboň, trvalý jáhen Ing. Mgr. Petr Kozel, Ph.D., trvalý jáhen       | sv. Jiří                           |
| Dobratice                | P. ThLic. Jan Wojnar                |                                                                                         | sv. Filipa a Jakuba apoštolů       |
| Domaslavice              | P. Mgr. Jan Vecheta                 | Ing. Mgr. Miroslav Poloch, trvalý jáhen                                                 | sv. Jakuba Staršího                |
| Frýdek                   | P. Mgr. František Boldy, CSsR       | P. Mgr. Jozef Novák, CSsR P. Mgr. Pavel Slobodník, CSsR Bc. Kamil Dopita, trvalý jáhen  | sv. Jana Křtitele                  |
| Hnojník                  | P. Mons. Mgr. Rudolf Sikora         |                                                                                         | Nanebevzetí Panny Marie            |
| Horní Lomná              | P. Mgr. Edward Sylwester Cokot      |                                                                                         | Povýšení sv. Kříže                 |
| Jablunkov                | P. Mgr. Alfréd Volný                | P. Grzegorz Tadeusz Ozieblowski, MIC P. Ireneusz Sobczyk, OFM P. Roman Pawel Wojas, OFM | Božího Těla                        |
| Janovice                 | administrátor excurrendo, Morávka   |                                                                                         | sv. Josefa                         |
| Morávka                  | P. Mgr. Mirosław Edward Jesel, CSsR | ThDr. PaedDr. Mgr. et Mgr. Miroslav Zelina, trvalý jáhen                                | sv. Jana Nepomuckého               |
| Mosty u Jablunkova       | P. Mgr. Štěpán Klocek               |                                                                                         | sv. Hedviky                        |
| Ropice                   | P. Mgr. Pavel Cieslar               |                                                                                         | Zvěstování Panny Marie             |
| Sedliště                 | P. Mgr. Bc. Jakub Vavrečka          |                                                                                         | Všech svatých                      |
| Skalice u Frýdku-Místku  | P. Mgr. Pawel Grodek                | PhDr. Mgr. Pavel Ramík, trvalý jáhen                                                    | sv. Martina biskupa                |
| Střítež u Českého Těšína | administrátor excurrendo, Ropice    |                                                                                         | sv. Michaela archanděla            |
| Šenov u Ostravy          | P. Mgr. Petr Okapal                 |                                                                                         | Prozřetelnosti Boží                |
| Třinec                   | P. Mons. Mgr. František Vrubel      | P. Mgr. Adrian Piotr Koszembar                                                          | sv. Alberta a Panny Marie Bolestné |
| Vendryně                 | P. Mgr. Artur Józef Kimak           | P. Jindřich Lorisz Mgr. Piotr Maria Kukuczka, trvalý jáhen                              | sv. Kateřiny                       |
| Vratimov                 | P. Mgr. Adrian Janusz Wykręt        |                                                                                         | sv. Jana Křtitele                  |

Stav z roku 2023

## Historie děkanátu
První zmínky o farnostech děkanátu pocházejí z roku 1447, kdy vznikl rejstřík svatopetrského haléře opolského arcijáhenství. V roce 1654 vznikl samotný děkanát Frýdek (tehdy ještě pod názvem arcikněžství frýdecké). Děkanát se vydělil z arcikněžství těšínského na základě rozhodnutí vratislavského biskupa Karla Ferdinanda Vasy. Děkanát měl na starosti tyto farnosti: Bludovice, Bruzovice, Dobrá, Domaslavice, Frýdek, Hnojník, Slezská Ostrava, Šenov a Vratimov.
V souvislosti se vznikem arcikněžství (děkanátu) Karviná v roce 1759 byly z frýdeckého arcikněžství odděleny 3 farnosti (Slezská Ostrava, Šenov a Vratimov) a převedeny pod nové arcikněžství. V 19. století se součástí karvinského arcikněžství stala i farnost Bludovice. Zároveň v roce 1785 vznikly tři nové farnosti děkanátu: Borová, Morávka a Skalice.
V roce 1806 došlo k vzniku arcikněžství Jablunkov (vydělením z arcikněžství Těšín). Součástí tohoto arcikněžství se staly farnosti Jablunkov, Jistebná (dnes v Polsku), Konská, Mosty u Jablunkova, Střítež, Ropice a Vendryně. Tyto farnosti byly později začleněny do děkanátu Frýdek.
V roce 1978 byla oblast apoštolské administratury v Českém Těšíně zrušena a oblast, která pod ní patřila, byla vyjmuta z vratislavské arcidiecéze a začleněna pod arcidiecézi olomouckou. Zároveň došlo k reorganizaci děkanátů. Byl zrušen děkanát Jablunkov a děkanát Slezská Ostrava a vznikl děkanát Frýdek v současné podobě. Ten se v té době skládá z farností původně připadajícího děkanátu Frýdek (Borová, Bruzovice, Dobrá, Dobratice, Domaslavice, Frýdek, Janovice, Morávka, Sedliště, Skalice a Staré Hamry), z části farností děkanátu Jablunkov (Horní Lomná, Jablunkov, Konská, Mosty Jablunkova, Ropice, Střítež, Třinec a Vendryně) a dvou farností z děkanátu Slezská Ostrava (Šenov a Vratimov).
V roce 1996 došlo k vytvoření diecéze ostravsko-opavské a děkanát byl zařazen pod tuto diecézi. Zároveň došlo ke sloučení farnosti Konská s farností Třinec a farnosti Borová a Staré Hamry se staly součástí děkanátu Místek.